# Хижняк Сергій Леонідович
Сергій Леонідович Хижняк (рос. Сергей Леонидович Хижняк; нар. 7 лютого 1975) — російський футболіст, захисник та півзахисник.

## Життєпис
Народився 7 лютого 1975 року. Вихованець ДЮСШ (Новомосковськ). На дорослому рівні дебютував 1992 року в складі ФК «Кристал» з Нерюнгрі (КФК). На професіональному – через рік, у новомосковському «Доні» (друга ліга). Виступав за команди другого російського дивізіону «Селенга» (Улан-Уде) та «Зоря» (Ленінськ-Кузнецький).
2000 року перебрався до чемпіонату Білорусі, де виступав за клуби з Гомельської області «Ведрич-97» (Речиця), «Славія-Мозир» (Мозир), «Гомель». У 2002 році в чемпіонаті Білорусі, виступаючи за «Ведрич-97», провів один із найрезультативніших сезонів у своїй кар'єрі, зіграв 28 матчів та відзначився 14-ма голами, а за підсумками сезону став одним із найкращих бомбардирів команди після Андрія Юсипця (20 голів). 2004 го року поїхав до Мінська, де першу половину сезону провів у столичному МТЗ-РІПО, а другу — у гомельському ЗЛіНі.
2005 го року знову повернувся до другого дивізіону російського чемпіонату і приєднався до іжевського ФК «Газовик-Газпром» (нині «СОЮЗ-Газпром»). Відіграв сезон в Іжевську, покинув клуб. З 2006 по 2010 виступав за ФК «Реутов», московське «Торпедо-РГ», серпуховську «Зірку», ФК «Русичі», калузький «Локомотив». Останній сезон у своїй професіональній кар'єрі футболіста провів у ФК «Динамо» (Воронеж).
З 2013 по 2016 роки грав у чемпіонаті та Кубку Брянської області за аматорський ФК «Зоря» зі Стародуба.

## Кар'єра тренера
З 2012 року – тренер центру розвитку молодіжного футболу ФК «Гомель».

## Сім'я
Син, Дмитро Хижняк (народився 1997 року), професіональний футболіст.